# مهره (روستا)
مهره روستایی است که در استان اردبیل، شهرستان گرمی، بخش موران، دهستان اجارود شرقی قرار دارد.

## جمعیت
بر اساس سرشماری سال ۱۳۸۵ جمعیت این روستا ۳۲۳ نفر با ۶۶ خانوار بوده‌است.